# Кубок Америки (регата)

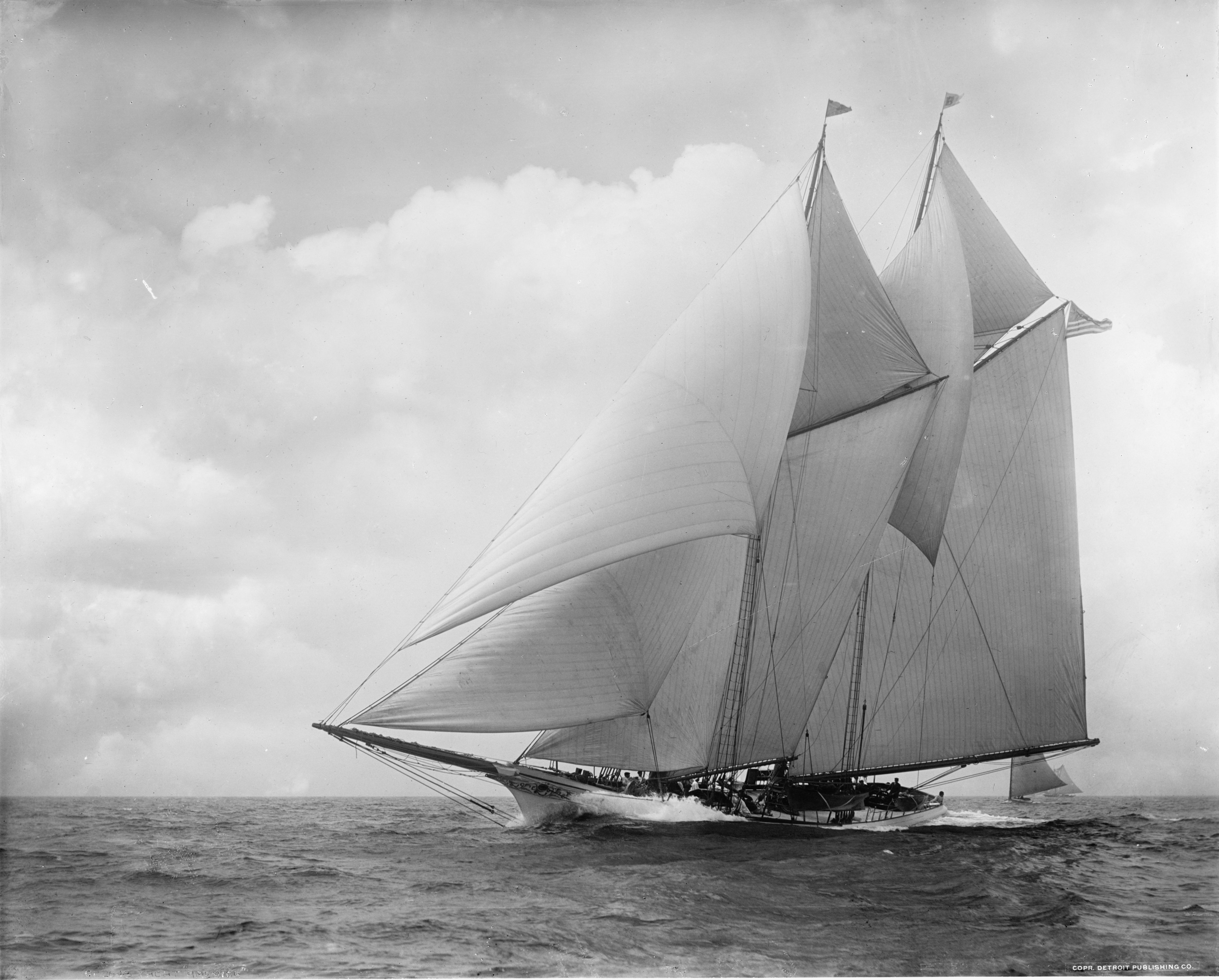
Яхта Америка

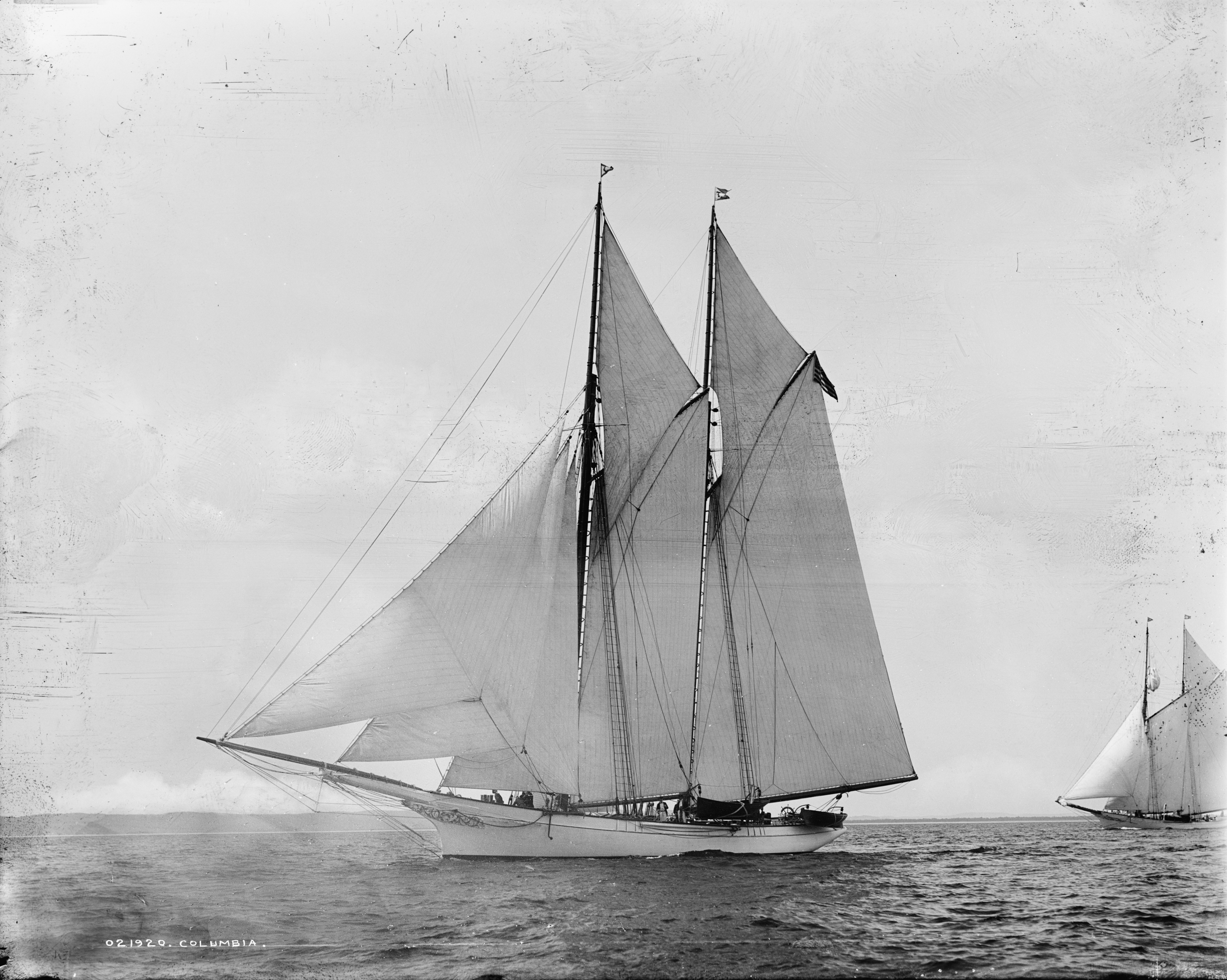
Columbia, 1871

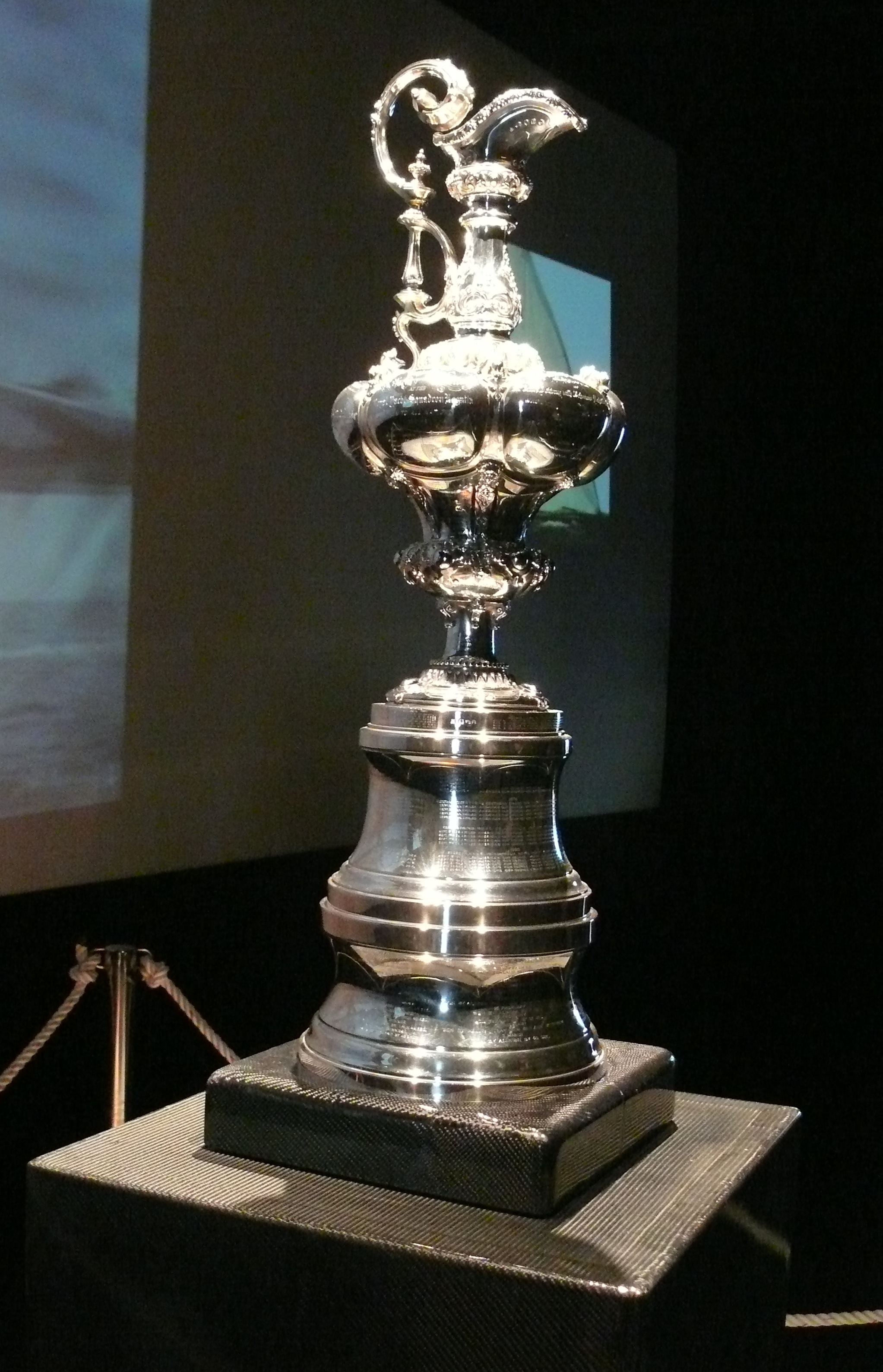

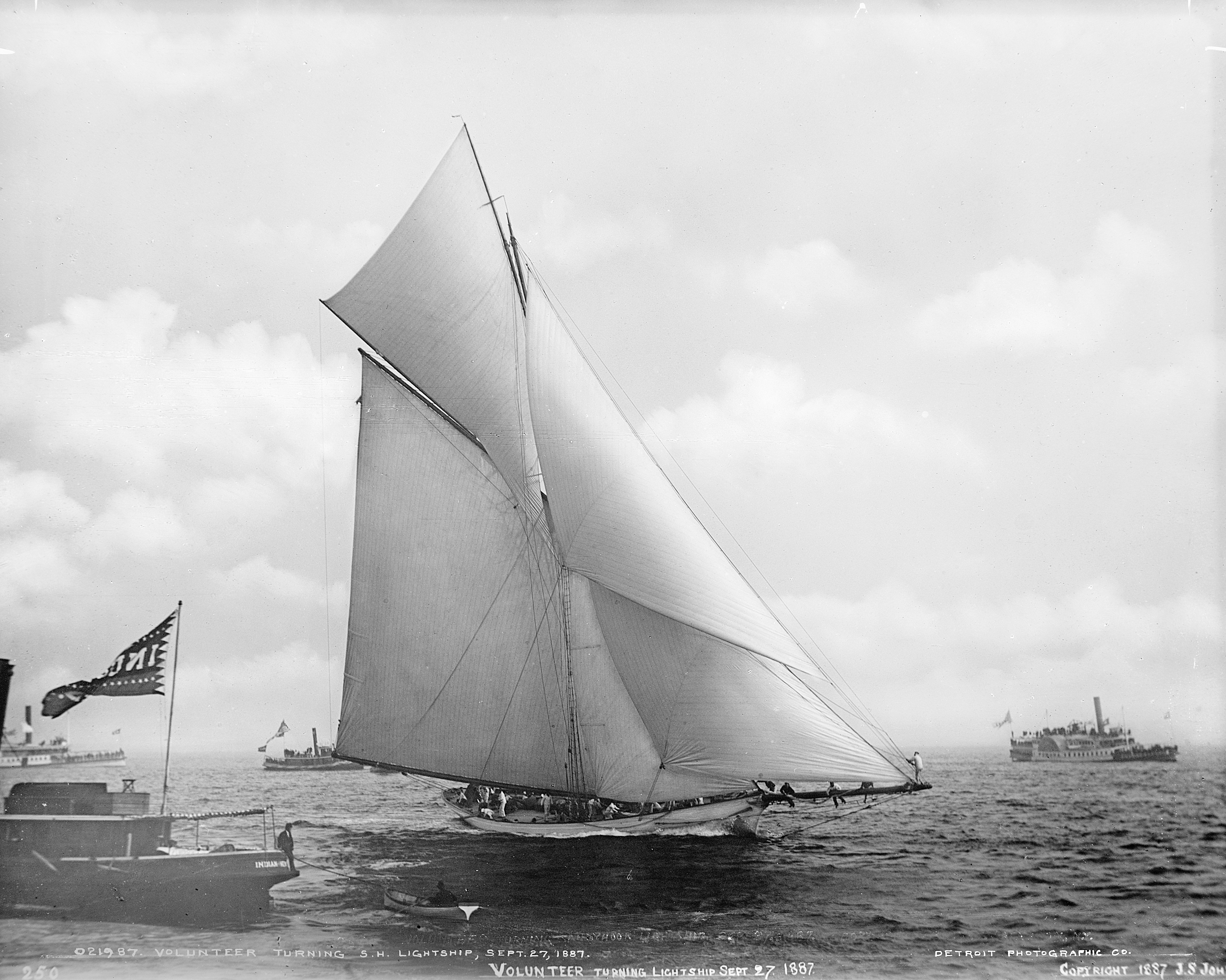
Volunteer, 1887

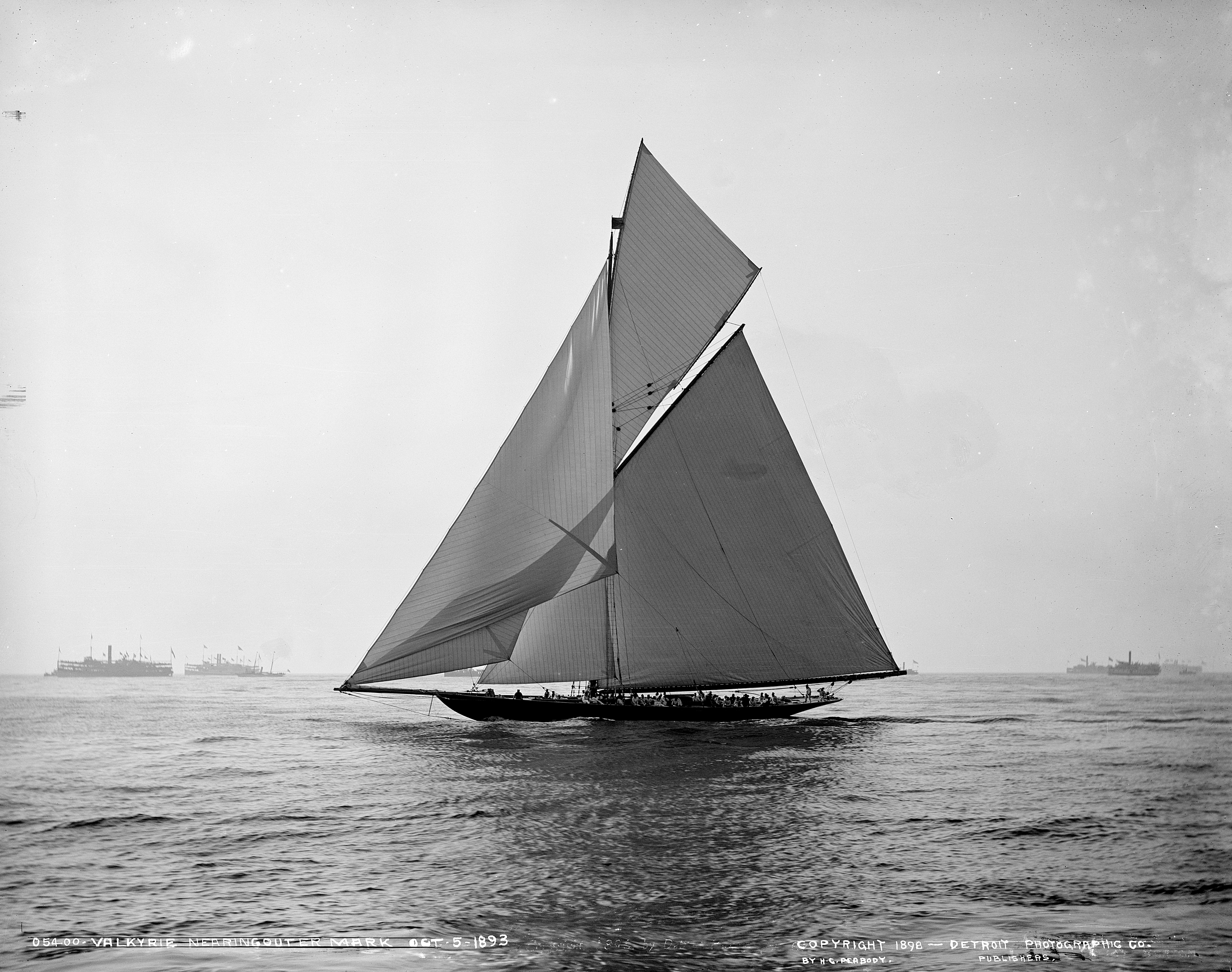
Valkyrie II, 1893

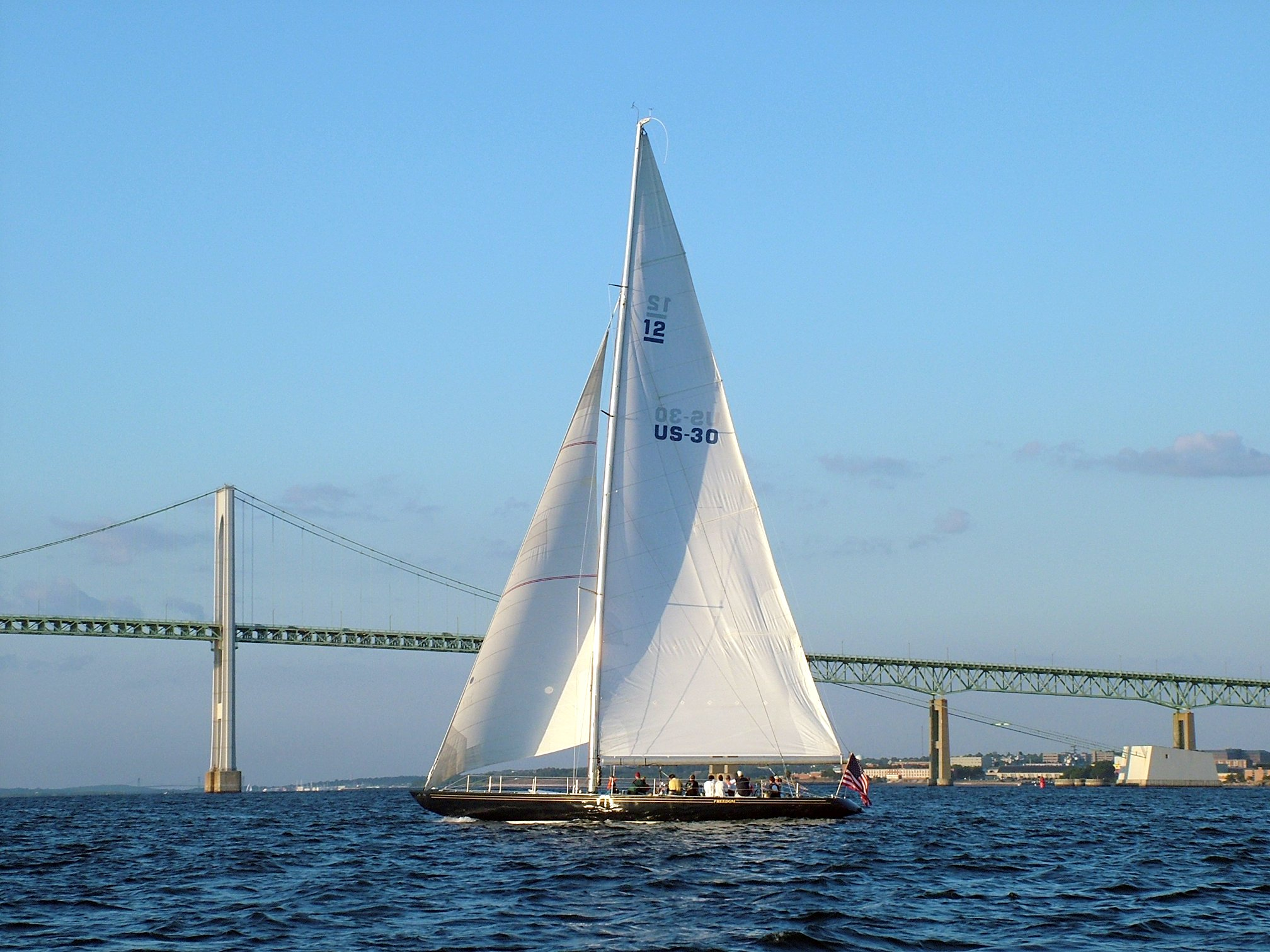
Freedom, 1980

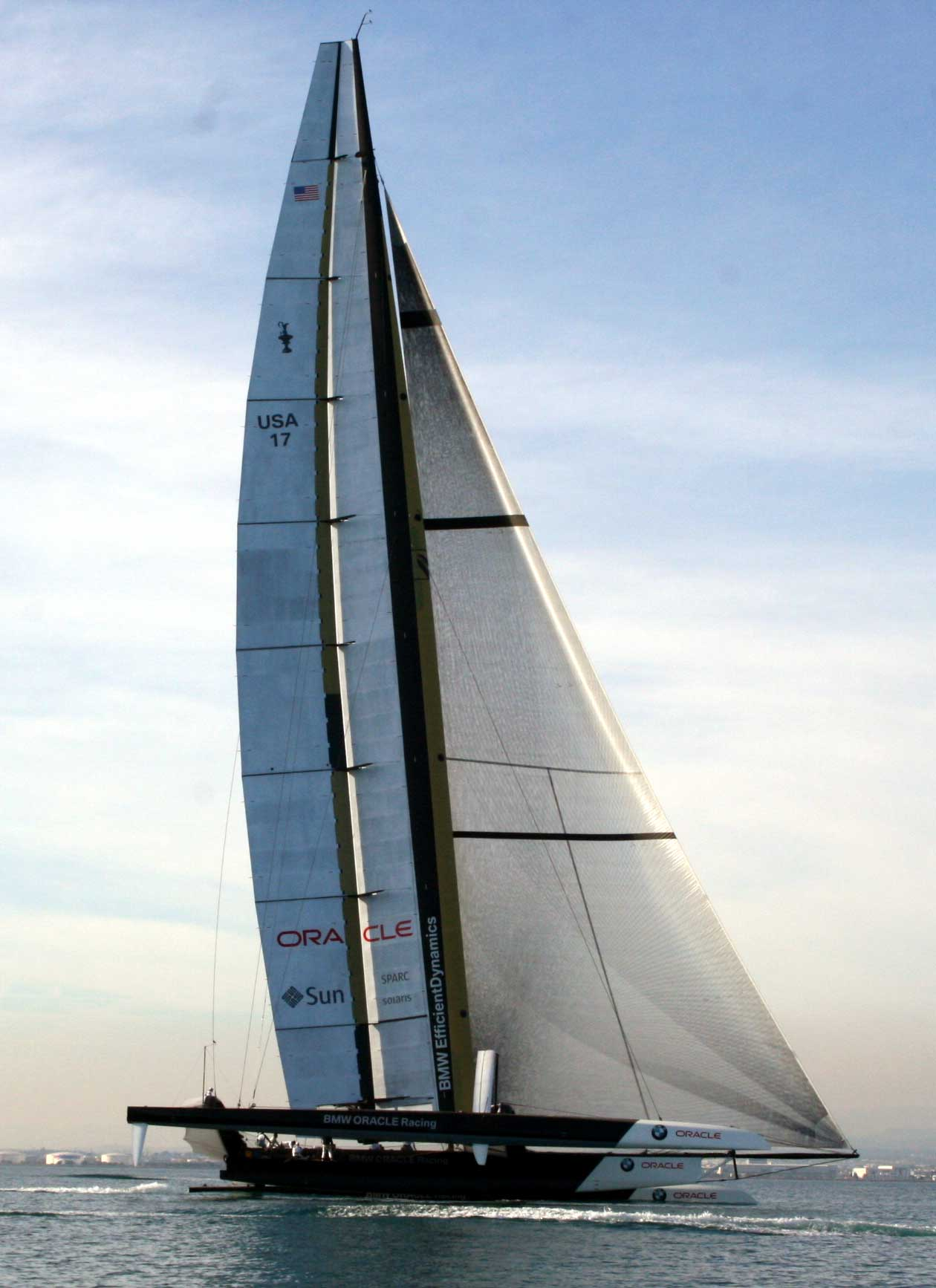
Яхта USA-17 команди BMW Oracle Racing

Кубок Америки — вітрильна регата крейсерських яхт. Найстаріше в світі міжнародне змагання та найпрестижніше у вітрильному спорті. Відповідний кубок, котрий вручається переможцю, є найстарішим оригинальним трофеєм у світі спортивних нагород.

## Історія
Спочатку кубок називався кубком королівської ескадри яхт, і став Кубком Америки на честь першої яхти-переможця — шхуни «Америка». Кубок залишався в руках Нью-Йоркського яхт-клубу з 1857 по 1983, коли регату виграла яхта «Australia II» із королівського пертського яхт-клубу, чим завершилась найдовша в спорті переможна серія.
Регата на кубок Америки це серія перегонів між двома яхтами — чинним володарем кубка й претендентом. Починаючи з третьої такої регати, яка відбулась в 1876 році, до двадцятої в 1967, завжди був один володар і один претендент, хоча Нью-Йоркський яхт-клуб і проводив свої внутрішні змагання за право кинути виклик володарю. Але з 1970 року інтерес зрів настільки, що почалися офіційні відбіркові змагання. З 1983 року право виклику отримує переможець Кубка Луї Віттона.
Кубок приваблює найкращих яхтсменів і дизайнерів яхт завдяки своїй історії та престижу. Він не тільки перевірка майстерності мореплавців, дизайну суден та вітрил, але ще й мистецтва знаходити фінансування та мистецтва менеджменту. Раніше яхти були великими, (20 м (65 фт.) на ватерлінії або довшими), а їх власниками — дуже багаті люди. Вершиною цієї тенденції стали чудові яхти класу J в 1930, 1934 та 1937.
Після Другої світової війни, 20 років викликів не було, тож Нью-Йоркський яхт-клуб вніс зміни в правила, й змагання стали проводитися між дешевшими 12-метровими яхтами. У 1987 цей клас замінили на Міжнародний клас Кубка Америки.
У 2010 регата проводилася в лютому в іспанській Валенсії на 27 м (90 фт.) багатокорпусних яхтах до двох перемог. Претендент, тримаран «USA-17» BMW Oracle Racing, що представляв яхт-клуб «Золоті ворота», виграв з рахунком 2-0, перемігши катамаран «Alinghi 5».
З 2013 року змагання проводяться серед катамаранів класу AC72.

## Захисники і претенденти
| №  | Рік  | Переможець                         | Суперник                      | Рахунок     | Місце проведення      |
| -- | ---- | ---------------------------------- | ----------------------------- | ----------- | --------------------- |
| 35 | 2017 | Team New Zealand (претендент)      | BMW Oracle Racing (захисник)  | 8-1         | Бермудські Острови    |
| 34 | 2013 | BMW Oracle Racing (захисник)       | Team New Zealand (претендент) | 9-8         | Сан-Франциско, США    |
| 33 | 2010 | BMW Oracle Racing (претендент)     | Alinghi                       | 2-0         | Валенсія, Іспанія     |
| 32 | 2007 | Alinghi (захисник)                 | Team New Zealand              | 5-2         | Валенсія, Іспанія     |
| 31 | 2003 | Alinghi (претендент)               | Team New Zealand              | 5-0         | Окленд, Нова Зеландія |
| 30 | 2000 | Team New Zealand (захисник)        | Luna Rossa                    | 5-0         | Окленд, Нова Зеландія |
| 29 | 1995 | Black Magic (претендент)           | Young America                 | 5-0         | Сан-Дієго, США        |
| 28 | 1992 | America³ (захисник)                | Il Moro di Venezia            | 4-1         | Сан-Дієго, США        |
| 27 | 1988 | Stars and Stripes '88 (захисник)   | KZ1                           | 2-0         | Сан-Диего, США        |
| 26 | 1987 | Stars and Stripes '87 (претендент) | Kookaburra III                | 4-0         | Фрімантл, Австралія   |
| 25 | 1983 | Australia II (претендент)          | Liberty                       | 4-3         | Ньюпорт, США          |
| 24 | 1980 | Freedom (захисник)                 | Australia                     | 4-1         | Ньюпорт, США          |
| 23 | 1977 | Courageous (захисник)              | Australia                     | 4-0         | Ньюпорт, США          |
| 22 | 1974 | Courageous (захисник)              | Southern Cross                | 4-0         | Ньюпорт, США          |
| 21 | 1970 | Intrepid (захисник)                | Gretel II                     | 4-1         | Ньюпорт, США          |
| 20 | 1967 | Intrepid (захисник)                | Dame Pattie                   | 4-0         | Ньюпорт, США          |
| 19 | 1964 | Constellation (захисник)           | Sovereign                     | 3-1         | Ньюпорт, США          |
| 18 | 1962 | Weatherly (захисник)               | Gretel                        | 4-1         | Ньюпорт, США          |
| 17 | 1958 | Columbia (захисник)                | Sceptre                       | 3-1         | Ньюпорт, США          |
| 16 | 1937 | Ranger (захисник)                  | Endeavour II                  | 4-0         | Ньюпорт, США          |
| 15 | 1934 | Rainbow (захисник)                 | Endeavour                     | 4-2         | Ньюпорт, США          |
| 14 | 1930 | Enterprise (захисник)              | Shamrock V                    | 4-0         | Ньюпорт, США          |
| 13 | 1920 | Resolute (захисник)                | Shamrock IV                   | 3-2         | Нью-Йорк, США         |
| 12 | 1903 | Reliance (захисник)                | Shamrock III                  | 3-0         | Нью-Йорк, США         |
| 11 | 1901 | Columbia (захисник)                | Shamrock II                   | 3-0         | Нью-Йорк, США         |
| 10 | 1899 | Columbia (захисник)                | Shamrock                      | 3-0         | Нью-Йорк, США         |
| 9  | 1895 | Defender (захисник)                | Valkyrie III                  | 3-0         | Нью-Йорк, США         |
| 8  | 1893 | Vigilant (захисник)                | Valkyrie II                   | 3-0         | Нью-Йорк, США         |
| 7  | 1887 | Volunteer (захисник)               | Thistle                       | 2-0         | Нью-Йорк, США         |
| 6  | 1886 | Mayflower (захисник)               | Galatea                       | 2-0         | Нью-Йорк, США         |
| 5  | 1885 | Puritan (захисник)                 | Genesta                       | 2-0         | Нью-Йорк, США         |
| 4  | 1881 | Mischief (захисник)                | Atalanta                      | 4-1         | Нью-Йорк, США         |
| 3  | 1876 | Madeleine (захисник)               | Countess of Dufferin          | 2-0         | Нью-Йорк, США         |
| 2  | 1871 | Columbia и Sappho (захисники)      | Livonia                       | 4-1 (2-2-1) | Нью-Йорк, США         |
| 1  | 1870 | Magic (захисник)                   | Cambria                       | 1-0         | Нью-Йорк, США         |
| —  | 1851 | America (претендент)               | Aurora (та флот з 13 яхт)     | 1-0         | Коуз, Острів Вайт     |

## Виноски
1. ↑  John Rousmaniere (1983). The America's Cup 1851-1983. Pelham Books. ISBN 978-0720715033.
2. ↑  Офіційний підсумок 35-ї гонки «America's Cup» 2017. Архів оригіналу за 30 січня 2017. Процитовано 27 червня 2017.